# Anjani Pulwansa
Anjani Pulwansa (* 2. Februar 1992 in Colombo) ist eine sri-lankische Weitspringerin.

## Sportliche Laufbahn
Erste internationale Erfahrungen sammelte Anjani Pulwansa bei den Südasienspielen 2019 in Kathmandu, bei denen sie mit einer Weite von 6,11 m die Silbermedaille hinter ihrer Landsfrau Sarangi Silva gewann.
2018 wurde Pulwansa sri-lankische Meisterin im Weitsprung.